# Hiperkocka
Hiperkocka je v geometriji n-razsežni analogon kvadrata (n = 2) in kocke (n = 3). Gre za zaprto, kompaktno, konveksno figuro, katere 1-skelet sestoji iz skupin nasprotnovzporednih daljic, poravnanih v vsaki od razsežnosti prostora, pod pravim kotom druga na drugo.
N-razsežna hiperkocka se imenuje tudi n-kocka. Uporablja se tudi izraz »merilni politop« (Coxeter 1973).
Hiperkocka je poseben primer hiperpravokotnika (imenovanega tudi ortotop).
Hiperkocka, katere stranica je dolga eno enoto, se imenuje enotska hiperkocka. Izraz se pogosto uporablja za hiperkocko, katere oglišča so točke 2n v Rn s koordinatami enakimi 0 ali 1.
Točka je hiperkocka razsežnosti nič. Pri premiku točke za enoto dolžine se razpre daljica, ki je enotska hiperkocka razsežnosti ena. Pri premiku daljice za njeno dolžino v pravokotni smeri od premice, na kateri leži, se razpre dvorazsežnostni kvadrat. Pri premiku kvadrata za enoto dolžine v smeri pravokotno na ravnino, na kateri leži, nastane trirazsežna kocka. To se lahko posploši na katero koli število razsežnosti. Pri premiku kocke za enoto dolžine v četrto razsežnost nastane štirirazsežna enotska hiperkocka (enotski teserakt).
1-skelet hiperkocke je hiperkockin graf.